# Ichthyodes szekessyi
Ichthyodes szekessyi är en skalbaggsart som beskrevs av Stefan von Breuning 1953. Ichthyodes szekessyi ingår i släktet Ichthyodes och familjen långhorningar. Inga underarter finns listade i Catalogue of Life.